# Fülöp Tibor Zoltán

Fülöp Tibor Zoltán (Budapest, 1958. szeptember 21. –) a Magyar Érdemrend lovagkeresztjével és Lukács Mózes Emlékdíjjal kitüntetett rendezvényszervező, újságíró, könyvíró, a magyar katonai hagyományőrző mozgalom egyik úttörője, a Magyar Huszár és Katonai Hagyományőrző Szövetség megszervezője, alapítója, a tavaszi emlékhadjáratok rendezvénysorozat főrendezője, rendezvényigazgatója 1989 óta.

## Fő szervezési területe
Katonai hagyományőrzés. A magyarországi történelmi egyenruhás katonai hagyományőrző mozgalom és sajtó egyik elindítója, megalapozója.

## Szervezetek, tisztségek
Történelmi Lovas Egyesületet alapítója, elnöke (1985 – 2010)  Magyar Huszár és Katonai Hagyományőrző Szövetség megszervezője, alapító tagja, ügyvezető elnöke, majd sajtótisztje (1991 - 2001)  Európai Katonai Hagyományőrző Szövetség Sajtó Hivatal megszervezője és vezetője (1996-2000)  Magyar Hagyományőr Világszövetség megszervezője, alapítója és ügyvezető elnöke (2003-2011-ig).

## Egyéb szervezetekben való tevékenység
Katolikus Újságírók Szövetségének tagja (1997-2016)  Honvédelmi Minisztérium, Zrínyi Kht. - katonai hagyományőrző ügyekkel megbízott rendezvényszervező és újságíró (2001-2003).

## Főbb rendezvényei
Magyar Honvédelem Napjához kötődően - katonai hagyományőrző parádék rendezője Budavárban (1986-2017)  A Hungarikum Bizottság által 2020. május 21-én kiemelkedő nemzeti értékké nyilvánított és a Magyar Értéktárba helyezett Tavaszi Emlékhadjáratnak, Európa térben és időben legkiterjedőbb katonai hagyományőrző programsorozatának rendezője, főrendezője majd rendezvényigazgatója (1989-től napjainkig)  Zsebeházi Napok hagyományőrző rendezvény rendezője Tengődön (1995-től).

## Jelentősebb kiadványok és egyéb alkotások
Magyar Huszár – kat. hagy. lap kiadója, főszerkesztője (1993).  Huszár – az Európai Katonai Hagyományőrző Szövetség éves, három nyelven megjelenő periodikájának kiadója, főszerkesztője (1996 – 1999)  Magyar Huszárkártya kiadása - Nagy Béla grafikusművésszel (2002)  Kazetták, CD-k: Tavaszi hadjárat 1: Porteleki László zenei rendezővel; Tavaszi hadjárat 2: Waszlavik László zenei rendezővel; Magyar vér (Szolnoki Huszárzenekarral közösen);  A tengődi református templom felújítási munkálatainak építésvezetője (1991)  Magyar Huszár és Katonai Hagyományőrző Kórus megszervezője (1999-től)  Waszlavik, a Szabadcsapat és Huszárrock formáció kezdeményezője, rendszeres szervezője és énekese  Huszárkonyha – rendezvényi kidolgozója 

## Publikációi

### Újságok
- Lovas Nemzet (1995-2001)
- Magyar Honvéd (2001-2003)
- Magyar Huszár majd a Huszár cikkírója (1993-1999)
- Magyar Demokrata „Huszárkonyha” rovatának írója (2008-2023)
- Magyar Demokrata „A magyar katonai hagyományőrzés úttörői, jeles alakjai” című sorozat cikkírója 2024-től.

### Könyvek
- Huszárkonyha – kalandozások a magyar ízek és a magyar hagyományőrzés világában (2011)
- Huszárkalandok – vidám időutazás a tavaszi hadjárat és a magyar ízek mentén (2014)
- A szabadságharc hagyományőrző serege (2018)

### Rádió
- Huszárvágás - műsorsorozat szerkesztő-műsorvezetője Máté Endrével (2003-2011 - Másik Rádió 93,6 - később: Calipso Rádió, Pelikán Rádió majd Rádió Aktív 93.6 – és Csillaghang Rádió)
- Huszárkonyha – műsorsorozat szerkesztő-műsorvezetője 2008-2011 (Calipso – később Pelikán Rádió, Rádió Aktív és Csillaghang Rádió)

### Televízió
- Huszárvirtus – kat. hagy. 12 részes sorozat szerkesztő-műsorvezetője Máté Endrével a Budapest TV-ben (2004)
- Számos hagyományőrzőket bemutató film megszervezője (magyar hagyományőrzők lengyelországi, oroszországi, németországi, ausztriai, olaszországi, csehországi valamint erdélyi és felvidéki ill. magyarországi fellépéseit bemutató filmek, pl.: Lóháton a Balaton-felvidéken, Tavaszi hadjárat - stb.)
- Huszárkonyha – 13 részes filmsorozat (TV Paprika, BP TV) műsorvezetője, forgatókönyvírója és megszervezője (2008)